# Ein Fall für zwei: Erben und Sterben
Erben und Sterben ist der Titel der 38. und 39. Episode der Krimiserie Ein Fall für zwei mit Günter Strack und Claus Theo Gärtner in den Hauptrollen. Es handelt sich um die zweite mehrteilige Episode der Serie. Sie wurde innerhalb eines Zeitraums von drei Tagen im Februar 1986 erstausgestrahlt.
Die Episode zeichnet sich insbesondere im zweiten Teil durch einen im Vergleich zu den übrigen Folgen der Serie auffallend intensiven Einsatz von Schusswaffen aus.

## Handlung

### Erster Teil
Während eines Tauchgangs zweier Personen in Südamerika kommt es zu einem Mord.
In Frankfurt am Main sucht Trixie Keppler Rechtsanwalt Dr. Renz wegen einer Erbschaftsangelegenheit auf, nachdem ihr Vater sie zuvor angeblich nicht in sein Haus gelassen habe. Ihre verstorbene Tante habe ihr testamentarisch Geld und Schmuck hinterlassen, doch Trixie befürchtet, dass ihre Brüder Axel und Jochen diese Besitztümer während ihrer Abwesenheit an sich genommen haben. Zwei Jahre zuvor hatte sie Deutschland verlassen, nachdem sie stets ein schwieriges Verhältnis zu ihrem Vater und ihren Brüdern erlebt hatte. Dr. Renz beauftragt den Privatdetektiv Josef Matula, Trixie zu ihren Verwandten zu begleiten. Den Bruder Axel Keppler treffen sie schließlich in dessen Bar an. Er begegnet seiner Schwester mit Verachtung, überlässt ihr jedoch schließlich einen Schlüssel zum Haus des Vaters. Dort angekommen, entdecken Trixie und Matula dessen Leiche im Keller. Kurz darauf werden sie dort eingeschlossen. Unmittelbar nach ihrer Flucht mittels der Zerstörung der Tür stoßen sie auf Axel, der sie mit einer Waffe bedroht und beschuldigt, den Vater getötet zu haben. Die alarmierte Polizei befragt die drei Anwesenden. Mit Unterstützung von Dr. Renz dürfen Matula und Trixie das Polizeirevier anschließend wieder verlassen. Im Hotel berichtet Trixie, dass ihr Bruder Axel jähzornig sei. Sie habe sich aufgrund der belastenden Familienverhältnisse in psychologische Behandlung begeben. Obwohl Matula Sympathie für sie entwickelt, verlässt er auf ihren Wunsch hin das Hotelzimmer. Kurz darauf erscheint ein mysteriöser Mann, der offenbar Kontakt zu Trixie sucht.
Am nächsten Tag erfährt die Polizei, dass Trixie ihr Hotel verlassen habe. Dr. Renz bestätigt, dass sie für die inzwischen ermittelte Tatzeit des Mordes ein Alibi besitzt. Die Identität desjenigen, der Trixie und Matula am Tatort eingesperrt und die Polizei alarmiert hatte, bleibt unklar. Vom Hotelportier erfährt Matula, dass Trixie am Morgen mit leichtem Gepäck abgereist sei. Er findet sie in einem anderen Hotel auf, wo sie Kontakt zu dem mysteriösen Mann gehabt hatte. Dr. Renz befragt unterdessen die Nachbarin des Opfers, die einerseits vermutet, dass Trixie ihren Vater getötet habe, andererseits jedoch keine belastenden Beobachtungen gemacht hat. 
Dr. Jochen Kepplers Aussage, dass er seiner Schwester den geerbten Schmuck übergeben und das Geld treuhänderisch verwaltet habe, führt zu weiteren Widersprüchen. Er behauptet, sie habe die entsprechenden Quittungen gestohlen und einen Teil des Geldes für ihre Drogensucht verwendet. Er selbst sei Spieler und am Vortag nach Hause gefahren, um Geld zu holen. Dabei habe er Trixie und den ihm bis dahin unbekannten Matula sowie die Leiche seines Vaters gesehen, die Polizei informiert und sei danach zu seinem Glücksspiel zurückgekehrt. Um seinen Ruf als Anwalt nicht zu beschädigen, habe er dies gegenüber der Polizei verheimlicht. Im Casino bestätigt sich seine Aussage. Renz nimmt daraufhin an einem Spiel teil, an dem neben Jochen Keppler auch der Mann beteiligt ist, der Trixie aufgesucht hatte. Später wird Jochen Keppler schließlich von diesem erschossen.

### Zweiter Teil
Matula wird von Jochen Kepplers Mörder niedergeschlagen, während Dr. Renz gegenüber der Polizei eine Aussage zum Mordfall macht. Trixie behauptet, den mysteriösen Mann nicht zu kennen. Matula nimmt sie zur Sicherheit mit zu sich nach Hause. Renz informiert ihn telefonisch bezüglich des Todes von Trixies Bruder, was sie gegenüber Matula zunächst kühl zur Kenntnis nimmt, sich kurze Zeit später jedoch von ihm trösten lässt.
Der südamerikanische Anwalt Dr. Vasquez sucht Axel Keppler auf und fragt ihn nach dessen Schwester. Anschließend spricht er mit Dr. Renz in dessen Kanzlei. Dieser bestätigt, dass er der Anwalt der Gesuchten sei. Vasquez berichtet, dass Otto Keppler, der Onkel von Trixie und ihren Brüdern, sechs Tage zuvor beim Tauchen nahe São Paulo getötet worden sei. Sein Tauchpartner sei sein Chauffeur gewesen. Matula und Trixie kommen in die Kanzlei, wo Vasquez das Testament verliest, welches Trixie als Alleinerbin ausweist. Eilig weist sie nach, dass sie sich zum Zeitpunkt der Testamentsaufstellung in Buenos Aires aufgehalten habe, obwohl sie niemandem darüber Rechenschaft schuldig ist. Sie quartiert sich in der Erwartung, in Kürze eine vermögende Frau zu sein, in einem Luxushotel ein, aus dem sie jedoch kurze Zeit später verschwindet. Matula verdächtigt Axel Keppler der Entführung seiner Schwester und stellt ihn entsprechend zur Rede. Axel streitet dies zwar ab, hat sie jedoch tatsächlich in seiner Gewalt. Dr. Vasquez berichtet am Abend gegenüber Dr. Renz, dass ihm das Testament Otto Kepplers gestohlen wurde. Matula stellt fest, dass in seine Wohnung eingebrochen worden ist und findet dort den Mann vor, der zuvor mit Trixie verkehrte. Er gibt sich als einen Freund Trixies aus, der auf der Suche nach dieser sei. Er bietet Matula eine Zusammenarbeit an. 
Während Dr. Renz mit Axel Keppler spricht, der ihm nachvollziehbar darlegt, dass er mit den Morden nichts zu tun habe, erscheint Matula gemeinsam mit dem unbekannten Mann. Die beiden entführen Keppler mit Waffengewalt. Unter Folter versuchen sie, den Aufenthaltsort Trixies von ihm zu erfahren. Er gibt daraufhin das Binnenschiff MS Franziska als Versteck an. Tatsächlich treffen die beiden sie dort an, wo sie den mysteriösen Mann bei sich bietender Gelegenheit erschießt. Matula flüchtet vor der hinzukommenden Polizei durch einen Sprung ins Hafenbecken, wird jedoch kurz darauf gefasst. Bevor Trixie festgenommen werden kann, gelingt ihr die Flucht. Gegen eine von Dr. Renz in Aussicht gestellte Kaution wird Matula freigelassen. Trixie sucht ihn zu Hause auf. In der Gerichtsmedizin wird festgestellt, dass es sich bei dem bis dahin unbekannten Mann um Paul Glück, den Chauffeur und mutmaßlichen Mörder Otto Kepplers handelte. Renz berichtet Matula von seinem Verdacht, dass dieser im Auftrag Trixies gehandelt haben könne und diese daraufhin ihren Vater umgebracht habe, um an die Erbschaft ihres Onkels zu gelangen. Der in Trixie verliebte Matula streitet das zunächst ab, erkennt jedoch die schlüssige Logik in den Aussagen von Renz. Er stellt Trixie daraufhin zur Rede und verweigert ihr jegliche weitere Unterstützung. Als sie daraufhin seine Wohnung verlässt, wird sie von einem der dort bereits wartenden Polizisten, der sich durch die von ihr mitgeführte, allerdings ungeladene Pistole bedroht fühlt, erschossen.

## Hintergrund
Die Episode wurde überwiegend im Rhein-Main-Gebiet gedreht. Die Kulisse der Kanzlei von Dr. Renz befand sich im Hotel InterContinental Frankfurt. Einzelne Szenen spielten vor dem Hotel Hamburger Hof in Frankfurt.
Die Schlussszene, die sich vor Matulas angeblicher Wohnung abspielt, wurde in der Schlichterstraße in Wiesbaden gedreht.
Erstmals wurden für eine Episode der Serie in geringem Umfang Unterwasseraufnahmen erstellt, für die der Kameramann Ernst Stritzinger verantwortlich zeichnete.
Die Figur des Josef Matula ist in dieser Folge erstmals mit einem Fahrzeug der Marke Audi anstelle eines Alfa Romeo ausgestattet.
Im Abspanntext ist der Name des Darstellers Gunnar Möller fehlerhaft als Gunnar Müller angegeben.